# Festa Major de la Font de la Guatlla
La Festa Major de la Font de la Guatlla se celebra a mitjans de juny al barri de La Font de la Guatlla, al districte de Sants-Montjuïc de Barcelona. El barri fa festa major durant quatre o cinc dies a mitjan juny. S'acaba el dia de Sant Joan i comença el cap de setmana anterior. Hi ha activitats de tota mena destinades a gent de totes les edats i condicions: balls de festa major, àpats comunitaris, tallers, activitats esportives, etc.

## Orígens
Aquesta festa major se celebra des de principi dels anys 1960: el primer document data de 1963. Originàriament, es feia per la Mercè, el mes de setembre, però més endavant es traslladà al solstici d'estiu. Des del 1984 l'organització va a càrrec de dues entitats que actualment formen l'Associació de Veïns i Veïnes de la Guatlla-Magòria.